# Кушир донський
{{#ifeq:0|0|{{#if:|{{#if:Ceratophyllumtanaiticum|[[]}}|}}}}
Кушир донський (Ceratophyllum tanaiticum) — вид трав'янистих прісноводних рослин родини куширові (Ceratophyllaceae), поширений у пд.-сх. Європі.

## Опис
Багаторічна рослина 30–100 см завдовжки. Стебло гладке. Листки в густих кільцях вильчато-3–4-роздільні на 8–15 ниткоподібних, віддалено-зубчастих часточок. У піхвах листків розташовані дрібні одностатеві квіточки. Запилення відбувається під водою. Плід — горішок, на краю зубчасто-крилатий, овальний, сплющений, 3–5 мм довжиною; з 2 сплющеними колючками біля основи.

## Поширення
Європа: Угорщина, Україна, пд.-зх. Росія.
В Україні зростає в озерах, на болотах — у Лісостепу (Черкаська обл., Чорнобаївський р-н, ок. с. Буримка в долині р. Сула; Харківська обл., Готвальдскій р-н, Лиман) і Степу (Дніпропетровська обл., ок. м. Новомосковськ на р. Самара; Херсон). 

## Природоохоронний статус
Ця рідкісна реліктова рослина перебуває під охороною в Європі та Україні. Занесена до Європейського Червоного списку, а також до переліків видів, які перебувають під загрозою зникнення на територіях Дніпропетровської, Запорізької, Київської, Одеської областей.
Формація куширу донського занесена до Зеленої книги України.